# Evelyn Gutkind-Bienert
Evelyn(e) Gutkind-Bienert (* 8. Juli 1943 in Berlin; † 12. Februar 2023) war eine deutsche Schauspielerin.

## Leben
Gutkind-Bienert begann ihre künstlerische Karriere im Kindesalter als Artistin unter dem Namen „Evelyne Gutkind“. Als sie mit ihrer Tochter schwanger war, beendete sie ihre Auftritte und wurde Hausfrau und Mutter. Später arbeitete sie als Schauspielerin in einer Phase, in der Sexfilme in bundesdeutschen Kinos boomten. In diesem als „Aufklärungsfilm“ deklarierten Erotikfilm Sex pervers (1970) war Bienert in den Spielhandlungen zu sehen. Das Heyne Lexikon des erotischen Films führt Gutkind-Bienert in der Besetzungsliste an dritter Stelle; sie wird als erste weibliche Darstellerin genannt.
Sie spielte noch im selben Jahr eine Nebenrolle als Sexparty-Akrobatin neben Titelheld Claus Tinney sowie namhaften Kollegen wie Arnold Marquis und Ingrid Steeger in der Sexkomödie Der lüsterne Türke. Neben Steeger spielte sie eine der Hauptrollen in der Sexkomödie Zum zweiten Frühstück: Heiße Liebe (1972). In diesem Episodenfilm über die Sexlust von „Grünen Witwen“ verkörperte sie, unter anderem neben Ingrid Steeger, Marlene Rahn und Ingrid van Bergen, eine der Grünen Witwen.
Während ihre eigene Karriere zu Ende ging, verschaffte sie 1978 ihrer elfjährigen Tochter Katja Bienert eine Hauptrolle im Softporno Die Schulmädchen vom Treffpunkt Zoo (1979), in dem ihre Tochter sich in Großaufnahmen entblößt. Evelyn Gutkind-Bienert, die eine Nebenrolle als Wirtin von Katjas Filmfreund Mick spielte, war fortan als Managerin ihrer Tochter tätig. In der deutsch-israelischen Ko-Produktion Der Magier (1979) übernahm Gutkind-Bienert, abseits vom Genre des Erotikfilms, unter der Regie von Menahem Golan die kleinere Rolle der Rivka.
Bienert verabschiedete sich im Jahre 1981 mit einer Komparsenrolle (als Frau im Wartezimmer) an der Seite ihrer Tochter Katja Bienert in der Filmkomödie Kenn’ ich, weiß ich, war ich schon! vom Filmgeschäft.
Gutkind-Bienert arbeitete auch als Stuntfrau und doubelte u. a. Romy Schneider und Didi Hallervorden. Die Filmdatenbank IMDb listet neben Bienerts Tätigkeit als Schauspielerin einen Stunt in Wolf Gremms Film Kamikaze 1989.

## Filmografie (Auswahl)
- 1970: Sex pervers
- 1971: Der lüsterne Türke
- 1972: Zum zweiten Frühstück: Heiße Liebe
- 1979: Die Schulmädchen vom Treffpunkt Zoo
- 1979: Der Magier (The Magician of Lublin)
- 1981: Kenn’ ich, weiß ich, war ich schon!